# Бар-ле-Дюк (станция)
Бар-ле-Дюк — железнодорожная станция и вокзал в городе Бар-ле-Дюк, департамент Мёз, Лотарингия.
Станция Бар-ле-Дюк была введена в эксплуатацию 27 мая 1851 года компанией Compagnie du chemin de fer de Paris в Страсбурге.
Станция обслуживается поездами компаний TGV и TER Lorraine.
Через станцию проходят поезда с Восточного вокзала Парижа и сети TER Lorraine (линия от Шалон-ан-Шампань через Нанси до города Мец).
- TGV Est
  - Восточный вокзал — Шампань — Арденны — Шалон-ан-Шампань — Витри-ле-Франсуа — Бар-ле-Дюк.